# Börje Mell
Karl Hjalmar Börje Mell, född 8 november 1911 i Stockholm, död 16 september 1983 i Slite, var en svensk målare och grafiker.
Han var son till direktören Hjalmar Nicholaus Mell och Elsa Charlotta Andersson samt mellan 1939 och 1963 gift med Margit Anna Elvira Frieberg. Mell studerade vid Konsthögskolan i Stockholm 1933–1937 samt vid Statens Kunstakademi i Oslo 1937–1939 och tillsammans med Rolf Syrdal genomförde han en studieresa till Färöarna. Han tilldelades PO Winqvists resestipendium från Konstakademien 1952. Separat ställde han ut på SDS-hallen i Malmö 1944 och genomförde därefter ett stort antal separatutställningar bland annat på Gummesons konsthall och Galerie S:t Nikolaus i Stockholm. Tillsammans med Harald Lindberg ställde han ut i Visby 1956 och han medverkade i samlingsutställningar med Sveriges allmänna konstförening och på Svensk-franska konstgalleriet samt i HSB utställningen God konst i alla hem. Hans konst består av stilleben, interiörer, porträtt, figursaker, aktstudier och landskap utförda i olja, pastell samt gouache. Mell är representerad vid Moderna museet  och i Riksby folkskola i Stockholm. 

### Fotnoter
1. ↑  Libris
2. ↑  Börje Mell – Moderna Museet